# 7128 Misawa
7128 Misawa (1991 SM1) là một tiểu hành tinh vành đai chính được phát hiện ngày 30 tháng 9 năm 1991 bởi K. Endate và K. Watanabe ở Kitami.